# Manuela Zanchi
Manuela Zanchi (Milão, 17 de outubro de 1977) é uma jogadora de polo aquático italiana, campeã olímpica.

## Carreira
Manuela Zanchi fez parte do elenco campeão olímpico de Atenas 2004.